# Olympische Sommerspiele 1972/Segeln – Soling
Die Segelregatta mit dem Soling bei den Olympischen Sommerspielen 1972 fand vom 29. August bis 8. September statt. Austragungsort war das Olympiazentrum Schilksee in der Kieler Förde.
Die Regatta war eine Offene Klasse, somit durften sowohl Männer als auch Frauen teilnehmen. Es traten jedoch ausschließlich Männer an.

## Zeitplan
Wegen des Olympia-Attentats wurden die Spiele am 6. September unterbrochen. Wegen Windstille am 5. und Nebel am 7. September wurden nur sechs anstatt wie geplant sieben Regatten ausgetragen.
| Datum                 | August  | August  | August  | August  | August  | August  | September | September | September | September | September | September | September | September | September | September | September |
| Datum                 | 26. Sa. | 27. So. | 28. Mo. | 29. Di. | 30. Mi. | 31. Do. | 1. Fr.    | 2. Sa.    | 3. So.    | 4. Mo.    | 5. Di.    | 6. Mi.    | 7. Do.    | 8. Fr.    | 9. Sa.    | 10. So.   | 11. Mo.   |
| --------------------- | ------- | ------- | ------- | ------- | ------- | ------- | --------- | --------- | --------- | --------- | --------- | --------- | --------- | --------- | --------- | --------- | --------- |
| Soling (geplant)      |         |         |         | ●       | ●       | ●       | ●         | frei      | frei      | ●         | ●         | ●         | frei      | frei      |           |           |           |
| Soling (durchgeführt) |         |         |         | ●       | ●       | ●       | ●         | frei      | frei      | ●         | kein Wind |           | Nebel     | ●         |           |           |           |

## Kurs
Für die Regatta wurde der Regattakurs A (Alpha) genutzt (grün). Die Abbildung zeigt den Mittelpunkt bei (54°29'50'’N, 10°22'00'’E) mit einem Radius von 2 nautischen Meilen. Dies entsprach der Distanz zwischen Punkt 1 und 3.

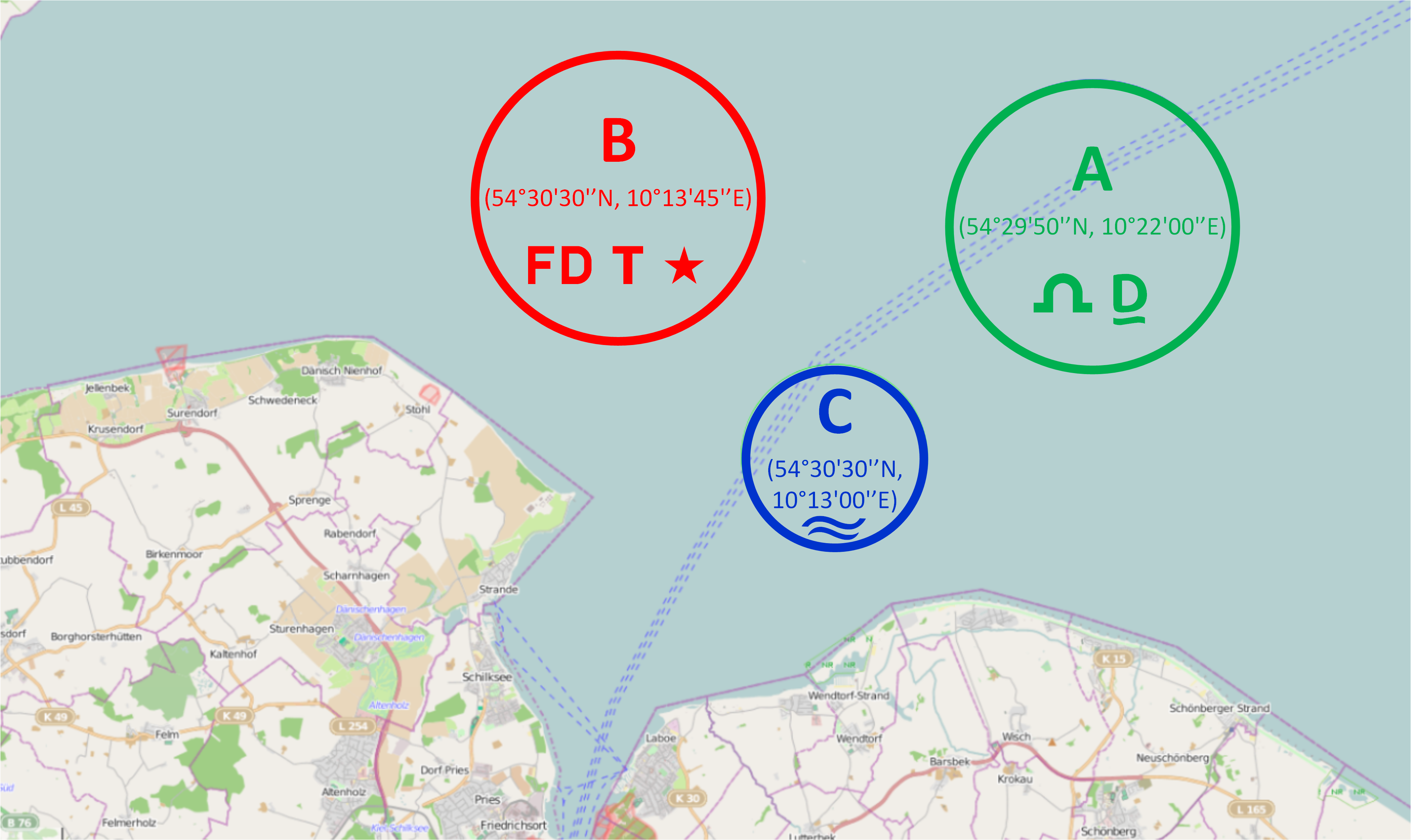
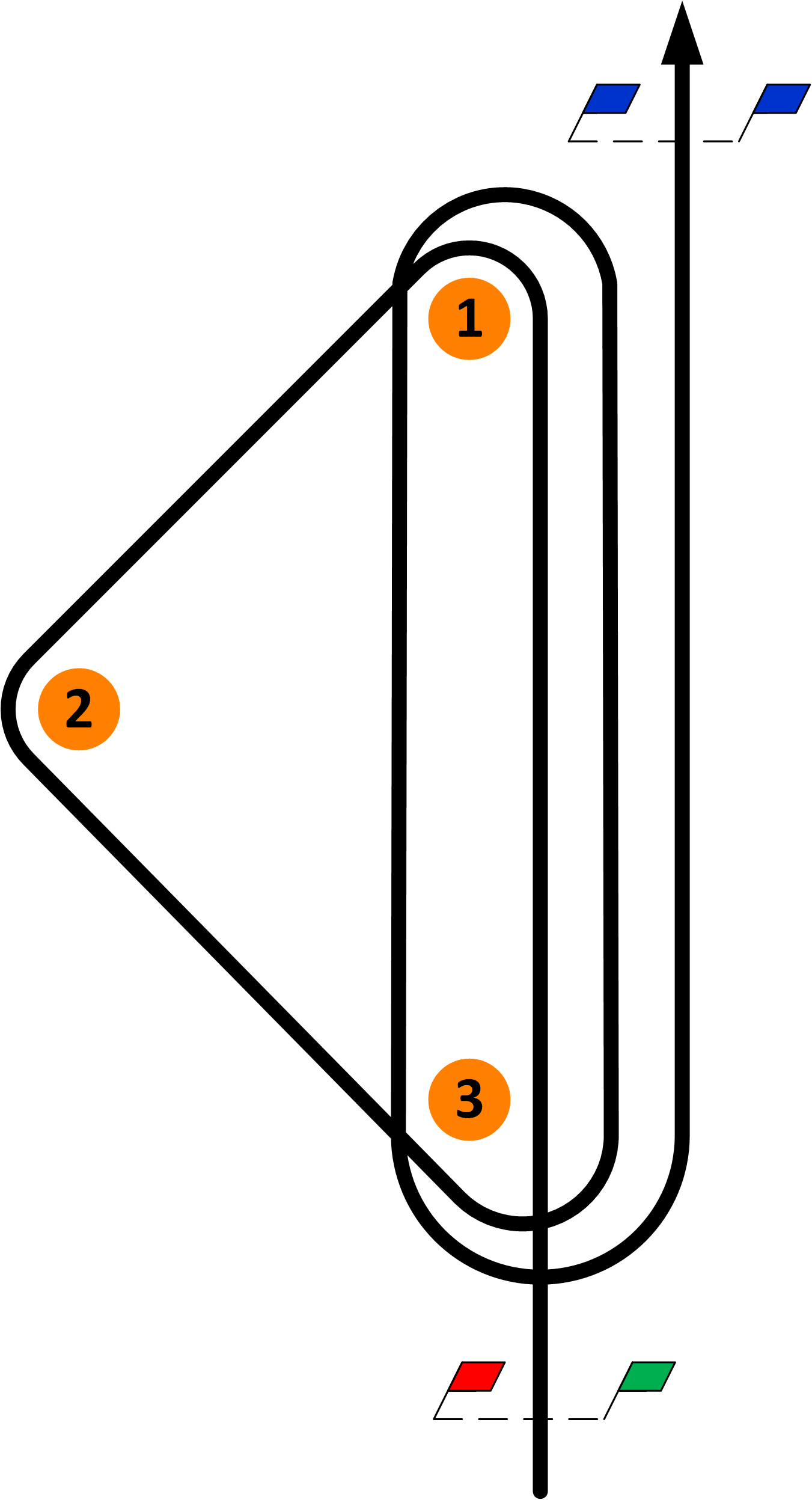

### Tagesplatzierungen

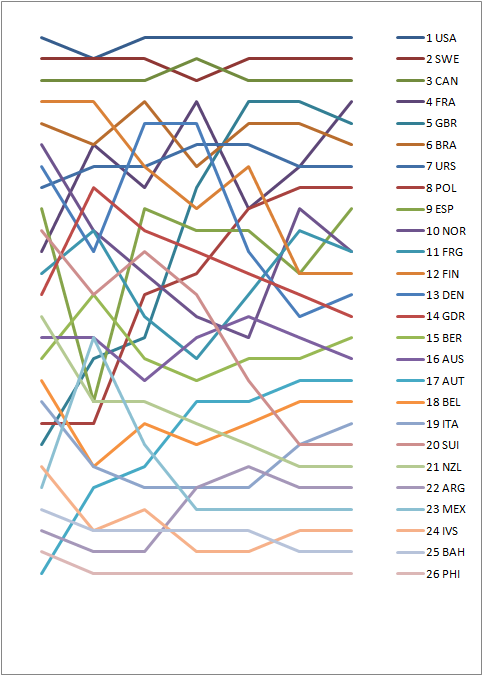

## Ergebnisse
| Rang | Land | Steuermann            | Crew                                              | Rennen I | Rennen I | Rennen II | Rennen II | Rennen III | Rennen III | Rennen IV | Rennen IV | Rennen V | Rennen V | Rennen VI | Rennen VI | Punkte | Punkte                |
| Rang | Land | Steuermann            | Crew                                              | Rang     | Pkt.     | Rang      | Pkt.      | Rang       | Pkt.       | Rang      | Pkt.      | Rang     | Pkt.     | Rang      | Pkt.      | Gesamt | Mit Streich- ergebnis |
| ---- | ---- | --------------------- | ------------------------------------------------- | -------- | -------- | --------- | --------- | ---------- | ---------- | --------- | --------- | -------- | -------- | --------- | --------- | ------ | --------------------- |
|      | USA  | Harry Melges          | William Bentsen William Allen                     | 1        | 0,0      | 2         | 3,0       | 3          | 5,7        | 4         | 8,0       | 1        | 0,0      | 1         | 0,0       | 16,7   | 8,7                   |
|      | SWE  | Stig Wennerström      | Stefan Krook Lennart Roslund (1–4) Bo Knape (5–6) | 2        | 3,0      | 1         | 0,0       | 16         | 22,0       | 8         | 14,0      | 2        | 3,0      | 6         | 11,7      | 52,7   | 31,7                  |
|      | CAN  | David Miller          | John Ekels Paul Côté                              | 3        | 5,7      | 3         | 5,7       | 8          | 14,0       | 3         | 5,7       | 10       | 16,0     | 15        | 21,0      | 68,1   | 47,1                  |
| 4    | FRA  | Jean-Marie le Guillou | Bernard Drubay Jean-Yves Pellerin Bertrand Cheret | 11       | 17,0     | 4         | 8,0       | 11         | 17,0       | 2         | 3,0       | DSQ      | 35,0     | 4         | 8,0       | 88,0   | 53,0                  |
| 5    | GBR  | John Oakeley          | Charles Reynolds Barry Dunning                    | 20       | 26,0     | 11        | 17,0      | 9          | 15,0       | 1         | 0,0       | 3        | 5,7      | 11        | 17,0      | 80,7   | 54,7                  |
| 6    | BRA  | Axel Schmidt          | Patrick Mascarenhas Erik Schmidt                  | 5        | 10,0     | 9         | 15,0      | 4          | 8,0        | 14        | 20,0      | 6        | 11,7     | 17        | 23,0      | 87,7   | 64,7                  |
| 7    | URS  | Timir Pinegin         | Walentin Samotaikin Rais Galimow                  | 8        | 14,0     | 7         | 13,0      | 7          | 13,0       | 5         | 10,0      | 17       | 23,0     | 9         | 15,0      | 88,0   | 65,0                  |
| 8    | POL  | Zygfryd Perlicki      | Józef Błaszczyk Stanisław Stefański               | 19       | 10,0     | 14        | 20,0      | 5          | 10,0       | 9         | 15,0      | 5        | 10,0     | 14        | 20,0      | 100,0  | 75,0                  |
| 9    | ESP  | Ramón Balcells Rodón  | Ramón Balcells Comas Juan Llort                   | 9        | 15,0     | 23        | 29,0      | 2          | 3,0        | 10        | 16,0      | 12       | 18,0     | 18        | 24,0      | 105,0  | 76,0                  |
| 10   | NOR  | Harald V.             | Eirik Johannessen Rolf Lund                       | 6        | 11,7     | 12        | 18,0      | 18         | 24,0       | 19        | 25,0      | 14       | 20,0     | 2         | 3,0       | 101,7  | 76,7                  |
| 11   | GER  | Norbert Wagner        | Hans-Joachim Berndt Friedrich May                 | 12       | 18,0     | 6         | 11,7      | 20         | 26,0       | 22        | 28,0      | 4        | 8,0      | 7         | 13,0      | 104,7  | 76,7                  |
| 12   | FIN  | Peter Tallberg        | Johan Tallberg Arndt Norrgård                     | 4        | 8,0      | 10        | 16,0      | 10         | 16,0       | 16        | 22,0      | 9        | 15,0     | 22        | 28,0      | 105,0  | 77,0                  |
| 13   | DEN  | Paul Elvstrøm         | Valdemar Bandolowski Jan Kjærulff                 | 7        | 13,0     | 17        | 23,0      | 1          | 0,0        | 6         | 11,7      | DSQ      | 35,0     | DNS       | 32,0      | 114,7  | 79,7                  |
| 14   | DDR  | Roland Schwarz        | Werner Christoph Lothar Köpsel                    | 13       | 19,0     | 5         | 10,0      | 17         | 23,0       | 11        | 17,0      | 8        | 14,0     | 20        | 26,0      | 109,0  | 83,0                  |
| 15   | BER  | Kirk Cooper           | Alexander Cooper Jordy Walker                     | 16       | 22,0     | 13        | 19,0      | 12         | 18,0       | 23        | 29,0      | 7        | 13,0     | 10        | 16,0      | 117,0  | 88,0                  |
| 16   | AUS  | Robert Miller         | Dennis O’Neil Klaas Berkeley                      | 15       | 21,0     | 15        | 21,0      | 13         | 19,0       | 12        | 18,0      | 11       | 17,0     | 13        | 19,0      | 115,0  | 94,0                  |
| 17   | AUT  | Ulrich Strohschneider | Peter Denzel Robert Haschka                       | 26       | 32,0     | 16        | 22,0      | 15         | 21,0       | 13        | 19,0      | 13       | 19,0     | 8         | 14,0      | 127,0  | 95,0                  |
| 18   | BEL  | Dirk De Bock          | Charles De Bondsridder Walter Haverhals           | 17       | 23,0     | 21        | 27,0      | 14         | 20,0       | 21        | 27,0      | 15       | 21,0     | 5         | 10,0      | 128,0  | 101,0                 |
| 19   | ITA  | Giuseppe Milone       | Roberto Mottola Di Amato Antonio Oliviero         | 18       | 24,0     | 20        | 26,0      | 22         | 28,0       | 17        | 23,0      | 18       | 24,0     | 3         | 5,7       | 130,7  | 102,7                 |
| 20   | SUI  | Ronald Pieper         | Hans Gut Peter Gerber                             | 10       | 16,0     | 19        | 25,0      | 6          | 11,7       | 18        | 24,0      | 21       | 27,0     | 21        | 27,0      | 130,7  | 103,7                 |
| 21   | NZL  | Stephen Marten        | Cornelius Linton John Scholes                     | 14       | 20,0     | 18        | 24,0      | 19         | 25,0       | 20        | 26,0      | 20       | 26,0     | 12        | 18,0      | 139,0  | 113,0                 |
| 22   | ARG  | Ricardo Boneo         | Héctor Campos Pedro Ferrero                       | 24       | 30,0     | 25        | 31,0      | 21         | 27,0       | 7         | 13,0      | 16       | 22,0     | 16        | 22,0      | 144,0  | 114,0                 |
| 23   | MEX  | Armando Bauche        | Daniel Escalante Esteban Gerard                   | 22       | 28,0     | 8         | 14,0      | 26         | 32,0       | 26        | 32,0      | 22       | 28,0     | 23        | 29,0      | 163,0  | 131,0                 |
| 24   | ISV  | Richard Holmberg      | David Jones David Kelly                           | 21       | 27,0     | 24        | 30,0      | 23         | 29,0       | 24        | 30,0      | 19       | 25,0     | 19        | 25,0      | 166,0  | 136,0                 |
| 25   | BAH  | Robert Symonette      | Craig Symonette Percival Knowles                  | 23       | 29,0     | 22        | 28,0      | 24         | 30,0       | 15        | 21,0      | 23       | 29,0     | DNS       | 32,0      | 169,0  | 137,0                 |
| 26   | PHI  | Mario Almario         | Alfonso Qua Ambrosio Santos                       | 25       | 31,0     | 26        | 32,0      | 25         | 31,0       | 25        | 31,0      | 24       | 30,0     | 24        | 30,0      | 185,0  | 153,0                 |